# Піта гранатова
Піта гранатова (Erythropitta granatina) — вид горобцеподібних птахів родини пітових (Pittidae).

## Поширення
Вид поширений в на Малайському півострові, на Калімантані і Суматрі. Природне середовище проживання виду представлене первинним та вторинним тропічним лісом та заболоченими ділянками з густим підліском заввишки до 600 м над рівнем моря.

### Чисельність
Кількість глобальної популяції не була визначена кількісно, але цей вид описується як «рідкісний, але місцями поширений» у Малайзії, «рідкісний» у Таїланді, вимерлий у Сінгапурі, «дефіцитний» на Суматрі та «широко поширений» на Борнео.

## Опис
Дрібний птах, завдовжки до 15 см. Тіло масивне. Крила та хвіст короткі. Голова округла. Дзьоб довгий та міцний. У самця голова чорна, з червоною верхівкою і потилицею обведені вузькою синьою смугою, яка починається від задньої частини ока, та досягає основи потилиці; груди і крила сині, останні з блакитними маховими пір'ями; хвіст блакитний, а живіт і підхвістя — червоні. Самиця має тьмяніше забарвлення, ніж самець. Обидві статі мають чорнуватий дзьоб, тілесні ноги та карі очі.

## Спосіб життя
Трапляється поодинці. Активний вдень. Птах проводить більшу частину дня, рухаючись у гущі підліску в пошуках поживи. Живиться дощовими хробаками та равликами, рідше комахами та іншими дрібними безхребетними. Шлюбний сезон припадає на період з березня по серпень. Партнери співпрацюють у будівництві гнізда (куляста маса гілочок та рослинного матеріалу з внутрішньою інкубаційною камерою, вистеленою листям, розміщеною або на землі, або серед дерев), у інкубації та піклуванні про пташенят. У кладці 2 яйця.

## Підвиди
Розрізняють 2 підвиди:
- Erythropitta granatina granatina — Малайський півострів, Суматра;
- Erythropitta granatina coccinea Eyton, 1830, ендемік Борнео.